# Wellerman
"Soon May the Wellerman Come", hay "Wellerman" hoặc "The Wellerman", là một bài hát dân ca theo phong cách ballad, phát hành lần đầu ở New Zealand vào thập niên 1970. Bài hát đề cập đến "wellermen", những con tàu cung cấp hàng hóa thuộc sở hữu của Anh em nhà Weller. Họ nằm trong số những người châu Âu định cư sớm nhất ở Otago, New Zealand.
Đầu năm 2021, bản cover của ca sĩ người Anh Nathan Evans đã trở thành một bản hit lan truyền trên trang mạng xã hội TikTok, dẫn đến một "cơn sốt mạng xã hội" xung quanh sea shanty và các bài hát liên quan đến hàng hải.

## Chuyển thể trong văn hóa đại chúng

### Phiên bản của The Longest Johns
Phiên bản do nhóm nhạc folk The Longest Johns từ Anh (với tên "Wellerman") trở nên phổ biến trên trang mạng xã hội TikTok trong năm 2020.
| Chart (2021)                       | Peak position |
| ---------------------------------- | ------------- |
| Canadian Digital Songs (Billboard) | 38            |
| Anh Quốc (OCC)                     | 37            |

### Phiên bản của Nathan Evans

#### Danh sách track
| Tải nhạc | Tải nhạc                 | Tải nhạc   |
| STT      | Nhan đề                  | Thời lượng |
| -------- | ------------------------ | ---------- |
| 1.       | "Wellerman (Sea Shanty)" | 2:35       |

| Tải nhạc – bản karaoke | Tải nhạc – bản karaoke                     | Tải nhạc – bản karaoke |
| STT                    | Nhan đề                                    | Thời lượng             |
| ---------------------- | ------------------------------------------ | ---------------------- |
| 1.                     | "Wellerman" (Sea Shanty / karaoke version) | 2:34                   |

| Tải nhạc – 220 Kid x Billen Ted remix | Tải nhạc – 220 Kid x Billen Ted remix                 | Tải nhạc – 220 Kid x Billen Ted remix |
| STT                                   | Nhan đề                                               | Thời lượng                            |
| ------------------------------------- | ----------------------------------------------------- | ------------------------------------- |
| 1.                                    | "Wellerman" (Sea Shanty / 220 Kid x Billen Ted remix) | 1:56                                  |

| Tải nhạc – bản karaoke 220 Kid x Billen Ted remix | Tải nhạc – bản karaoke 220 Kid x Billen Ted remix                       | Tải nhạc – bản karaoke 220 Kid x Billen Ted remix |
| STT                                               | Nhan đề                                                                 | Thời lượng                                        |
| ------------------------------------------------- | ----------------------------------------------------------------------- | ------------------------------------------------- |
| 1.                                                | "Wellerman" (Sea Shanty / 220 Kid x Billen Ted remix / karaoke version) | 1:57                                              |

| Tải nhạc – bản Argules | Tải nhạc – bản Argules                            | Tải nhạc – bản Argules |
| STT                    | Nhan đề                                           | Thời lượng             |
| ---------------------- | ------------------------------------------------- | ---------------------- |
| 1.                     | "Wellerman" (Sea Shanty / Nathan Evans x Argules) | 1:47                   |

| Tải nhạc – The Kiffness remix | Tải nhạc – The Kiffness remix                 | Tải nhạc – The Kiffness remix |
| STT                           | Nhan đề                                       | Thời lượng                    |
| ----------------------------- | --------------------------------------------- | ----------------------------- |
| 1.                            | "Wellerman" (Sea Shanty / The Kiffness remix) | 3:03                          |

| Tải nhạc – bản Santiano | Tải nhạc – bản Santiano     | Tải nhạc – bản Santiano |
| STT                     | Nhan đề                     | Thời lượng              |
| ----------------------- | --------------------------- | ----------------------- |
| 1.                      | "Wellerman" (with Santiano) | 3:11                    |

| Đĩa đơn CD maxi | Đĩa đơn CD maxi                                       | Đĩa đơn CD maxi |
| STT             | Nhan đề                                               | Thời lượng      |
| --------------- | ----------------------------------------------------- | --------------- |
| 1.              | "Wellerman" (Sea Shanty)                              | 2:36            |
| 2.              | "Wellerman" (Sea Shanty / 220 Kid x Billen Ted remix) | 1:57            |
| 3.              | "Wellerman" (with Santiano)                           | 3:11            |

#### Bảng xếp hạng
| Bảng xếp hạng (2021)                      | Vị trí cao nhất |
| ----------------------------------------- | --------------- |
| Úc (ARIA)                                 | 62              |
| Áo (Ö3 Austria Top 40)                    | 1               |
| Bỉ (Ultratop 50 Flanders)                 | 1               |
| Bỉ (Ultratop 50 Wallonia)                 | 21              |
| Canada (Canadian Hot 100)                 | 54              |
| Cộng hòa Séc (Rádio Top 100)              | 5               |
| Cộng hòa Séc (Singles Digitál Top 100)    | 8               |
| Đan Mạch (Hitlisten)                      | 10              |
| Phần Lan (The Official Finnish Charts)    | 6               |
| Pháp (SNEP)                               | 36              |
| Đức (GfK)                                 | 1               |
| Đức Airplay (BVMI)                        | 2               |
| Global 200 (Billboard)                    | 16              |
| Hungary (Rádiós Top 40)                   | 1               |
| Hungary (Single Top 40)                   | 4               |
| Hungary (Stream Top 40)                   | 7               |
| Iceland (Music of Iceland)                | 19              |
| Ireland (IRMA)                            | 2               |
| Latvia (European Hit Radio)               | 1               |
| Litva (AGATA)                             | 12              |
| Hà Lan (Dutch Top 40)                     | 1               |
| Hà Lan (Single Top 100)                   | 1               |
| New Zealand Hot Singles (RMNZ)            | 39              |
| Na Uy (VG-lista)                          | 1               |
| Ba Lan (Polish Airplay Top 100)           | 5               |
| Bồ Đào Nha (AFP)                          | 154             |
| Romania (Airplay 100)                     | 81              |
| Slovakia (Rádio Top 100)                  | 31              |
| Slovakia (Singles Digital Top 100)        | 13              |
| Thụy Điển (Sverigetopplistan)             | 9               |
| Thụy Sĩ (Schweizer Hitparade)             | 1               |
| Anh Quốc (OCC)                            | 1               |
| Anh Quốc Dance (OCC)                      | 1               |
| Hoa Kỳ Bubbling Under Hot 100 (Billboard) | 16              |
| Hoa Kỳ Digital Songs (Billboard)          | 4               |

| Bảng xếp hạng (2021)          | Vị trí |
| ----------------------------- | ------ |
| Áo (Ö3 Austria Top 40)        | 1      |
| Bỉ (Ultratop Flanders)        | 14     |
| Bỉ (Ultratop Wallonia)        | 91     |
| Đan Mạch (Tracklisten)        | 40     |
| Pháp (SNEP)                   | 104    |
| Đức (Official German Charts)  | 1      |
| Global 200 (Billboard)        | 66     |
| Hungary (Radio Top 40)        | 16     |
| Hungary (Single Top 40)       | 30     |
| Hungary (Stream Top 40)       | 19     |
| Ireland (IRMA)                | 35     |
| Hà Lan (Dutch Top 40)         | 17     |
| Hà Lan (Single Top 100)       | 12     |
| Na Uy (VG-lista)              | 12     |
| Ba Lan (ZPAV)                 | 59     |
| Thụy Điển (Sverigetopplistan) | 25     |
| Thụy Sĩ (Swiss Hitparade)     | 1      |
| Anh Quốc Singles (OCC)        | 11     |

| Bảng xếp hạng (2022)         | Vị trí |
| ---------------------------- | ------ |
| Áo (Ö3 Austria Top 40)       | 26     |
| Đức (Official German Charts) | 32     |
| Global Excl. US (Billboard)  | 189    |
| Thụy Sĩ (Swiss Hitparade)    | 31     |

#### Chứng nhận
| Quốc gia | Chứng nhận  | Số đơn vị/doanh số chứng nhận |
| --- | ----------- | ----------------------------- |
| Úc (ARIA)                                                                                                   | 2× Bạch kim | 140.000‡                      |
| Áo (IFPI Áo)                                                                                                | 3× Bạch kim | 90.000‡                       |
| Bỉ (BEA) | Vàng        | 20.000‡                       |
| Brasil (Pro-Música Brasil)                                                                                  | 2× Bạch kim | 80.000‡                       |
| Canada (Music Canada)                                                                                       | 4× Bạch kim | 320.000‡                      |
| Đan Mạch (IFPI Đan Mạch)                                                                                    | Bạch kim    | 90.000‡                       |
| Pháp (SNEP)                                                                                                 | Kim cương   | 333.333‡                      |
| Đức (BVMI)                                                                                                  | Kim cương   | 1.000.000‡                    |
| Ý (FIMI) | Vàng        | 50.000‡                       |
| Ba Lan (ZPAV)                                                                                               | 3× Bạch kim | 150.000‡                      |
| Tây Ban Nha (PROMUSICAE)                                                                                    | Vàng        | 30.000‡                       |
| Thụy Sĩ (IFPI)                                                                                              | Vàng        | 10.000‡                       |
| Anh Quốc (BPI)                                                                                              | 2× Bạch kim | 1.200.000‡                    |
| Hoa Kỳ (RIAA)                                                                                               | Vàng        | 500.000‡                      |
| Phát trực tuyến                                                                                             |             |                               |
| Thụy Điển (GLF)                                                                                             | 3× Bạch kim | 24.000.000                    |
| ‡ Chứng nhận dựa theo doanh số tiêu thụ và phát trực tuyến. · Chứng nhận dựa theo doanh số phát trực tuyến. |             |                               |